# Marcela Bovio
Marcela Alejandra Bovio García (17 de octubre de 1979 en Monterrey, Nuevo León) es una cantante, compositora y violinista mexicana. Fue una de las fundadoras de la banda mexicana Elfonía. También ha trabajado con las bandas Ayreon, The Gentle Storm, Stream of Passion, y actualmente MaYan, y Dark Horse White Horse.

## Carrera
Marcela inició su carrera en la música desde pequeña, junto a su hermana Diana, para luego formar una banda que solían tocar covers de otros artistas, en donde Marcela era la bajista y posteriormente la cantante principal. En ese mismo periodo, decide tomar clases de canto clásico y violín, interesándose en el rock y heavy metal.
Para el año 2001, Marcela y su novio de ese entonces, Alejandro Millán, forman la banda de rock experimental/rock progresivo Elfonía, lanzando además su primer álbum de estudio. Dos años más tarde, lanzan su segundo álbum, descrito como una fusión de géneros musicales, incluyendo rock, música de ambiente, jazz y rock gótico. La banda se separó el año 2006.
El año 2003, mientras Marcela formaba parte de Elfonía, concursó en un casting hecho por el músico neerlandés Arjen Lucassen, para cantar en uno de sus álbumes. Ganó y grabó con el proyecto de Lucassen, Ayreon, el álbum The Human Equation, lanzado el 2004. Tras esta participación, Marcela se ha convertido en una de las cantantes más frecuentes en los álbumes de estudio y shows en vivo de Ayreon hasta la actualidad, además de iniciar el 2005 una nueva banda formada por Lucassen, en donde Marcela sería la cantante y violinista, Stream of Passion. Lanzaron ese mismo año su primer álbum de estudio, Embrace the Storm.

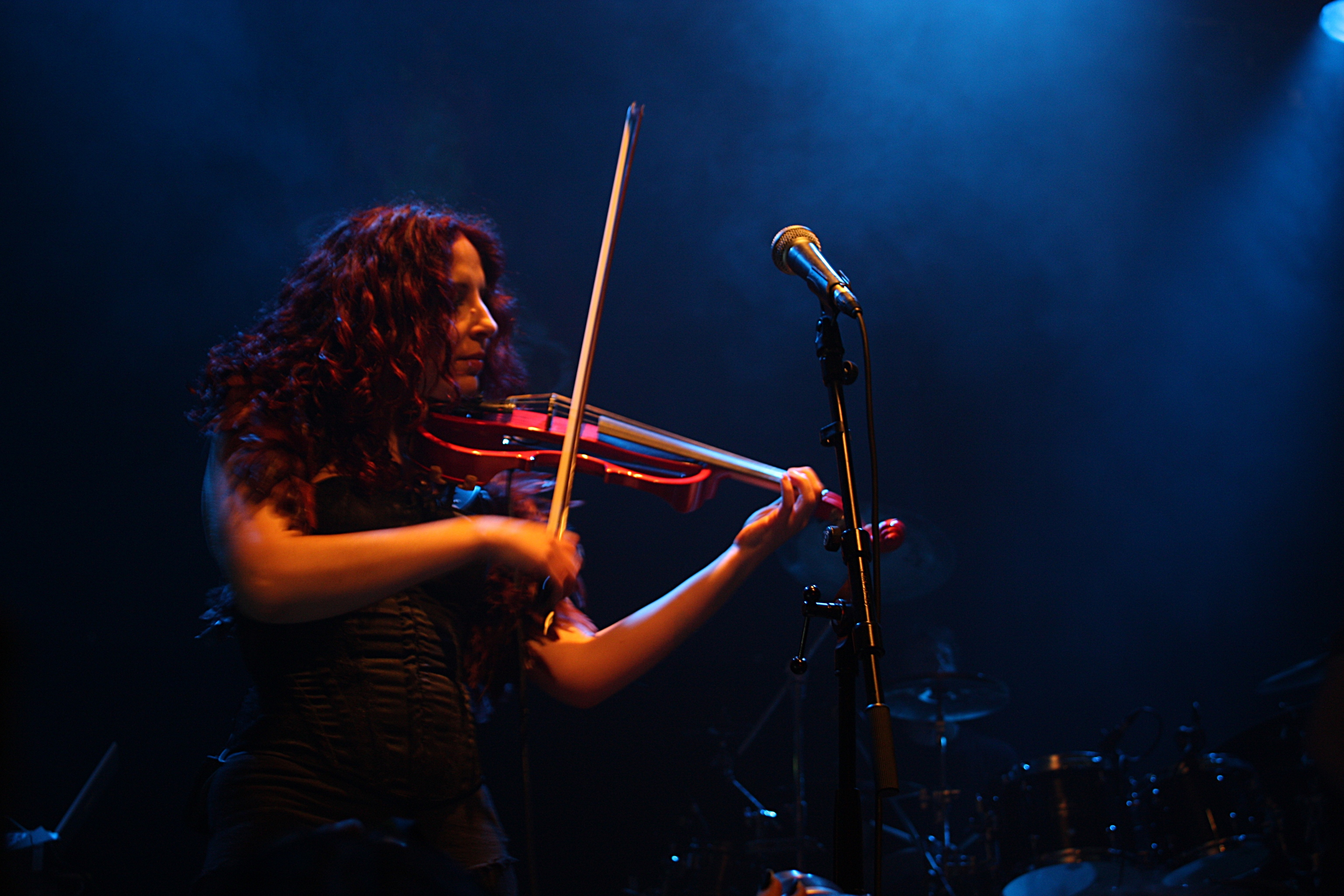
Marcela Bovio junto a Stream of Passion, 2009.

Tras varios años de gira con Stream of Passion, algunos miembros de la banda decidieron irse, incluido Millán, quien ya no era novio de Marcela, por lo que Lucassen decide continuar con la banda. Com resultado, Marcela se convierte en la líder y Johan van Stratum con Joost van den Broek compartieron roles de composición en los siguientes tres álbumes de estudio, The Flame Within el 2009, Darker Days el 2011 y A War of Our Own el 2014, al igual que un álbum en vivo, Live In The Real World. Tras varios años juntos, la banda finalmente se separa amistosamente el 2016.
En 2022, anunciaron una reunión en dos conciertos programados para septiembre de 2023 en Eindhoven, Países Bajos, y un álbum EP con canciones nuevas.
Marcela, tras la separación de Stream of Passion, se dedica a continuar con sus otros proyectos en paralelo, colaborando como cantante soprano y guturales para la banda de death metal sinfónico MaYan, además de su proyecto como solista y el nuevo proyecto de Lucassen junto con Anneke van Giersbergen llamado The Gentle Storm, con quienes realizó giras hasta el 2016.
Actualmente, Marcela sigue como miembro activo de MaYan y del nuevo proyecto de metal sinfónico/progresivo llamado Dark Horse | White Horse, con quienes emitió su primer EP homónimo el 2021.

## Vida personal

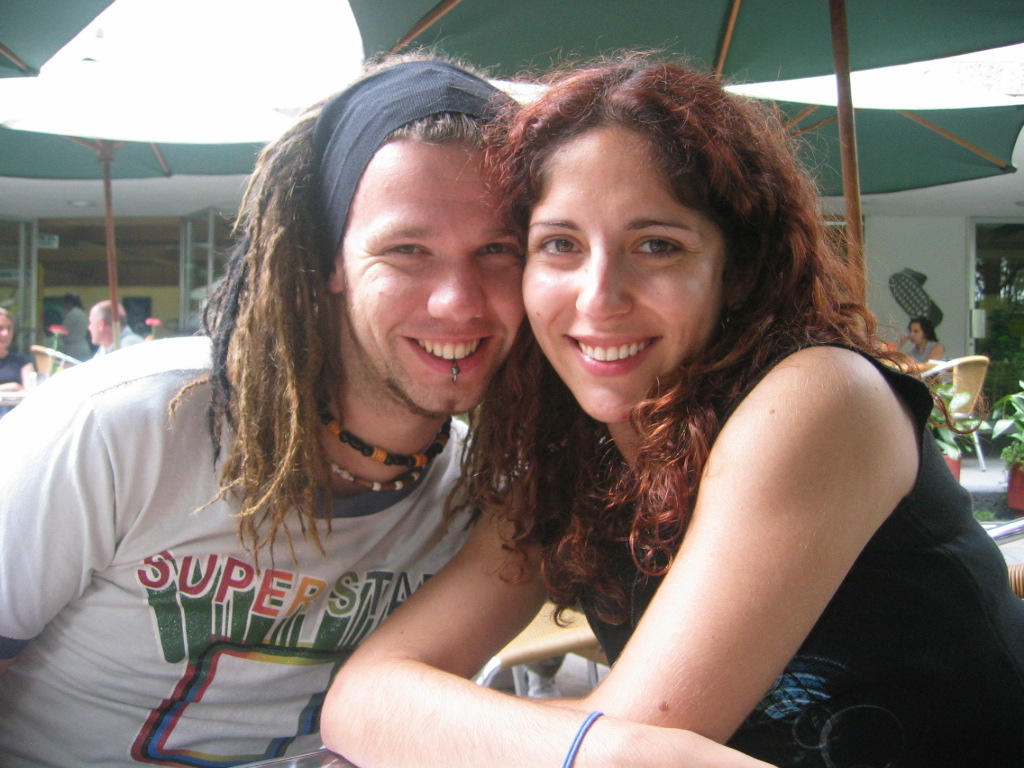
Johan van Stratum y Marcela Bovio

Tiene una hermana, Diana, que es actriz y cantante, y que ha colaborado como corista en los primeros shows de Stream of Passion.
El 2011 contrajo matrimonio con Johan van Stratum, pero se divorciaron el 2018.
El 2017 se titula de profesora de canto en el Universal Voice Institute de Ámsterdam. El año siguiente se convierte en la profesora de canto de la Metal Factory, la primera academia en el mundo en especializarse en formación de músicos de heavy metal.
Fue diagnosticada con cáncer de cuello uterino, lo cual ella anunció en sus redes sociales tras meses de inactividad. El 25 de mayo de 2020 anunció públicamente que tras pasar por un intenso tratamiento se encontraba libre de dicha enfermedad.

## Discografía

### Solista
- Unprecedented (2016; publicado nuevamente en 2017 como Unprecedented - The Piano Sessions)
- Through Your Eyes (2018)
- A song of death, a song of pain (EP, 2022)

### Ayreon

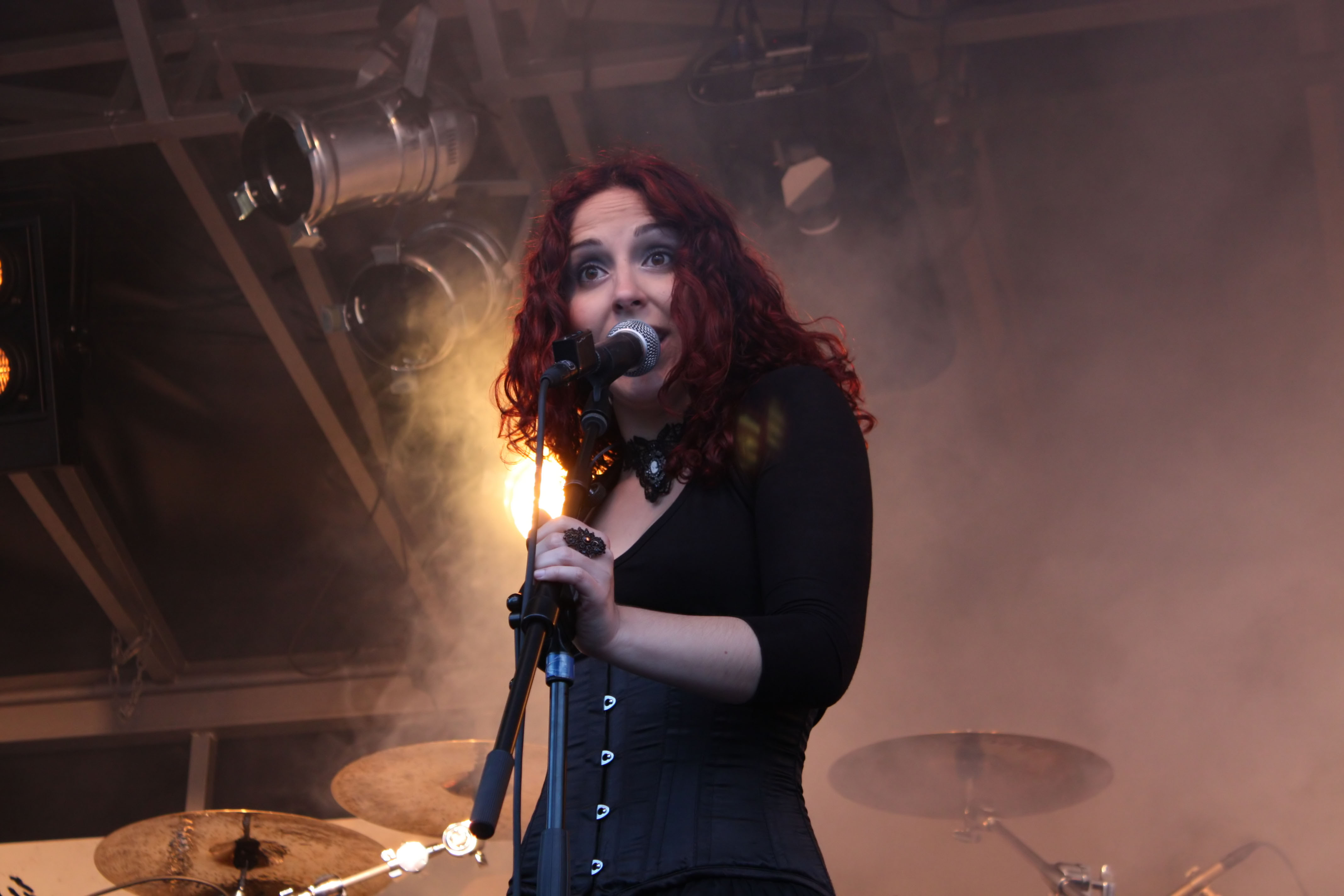
Bovio con Stream of Passion el 2009

- The Human Equation (2004)
- The Final Experiment (2005)
- The Theater Equation (2016)

### Elfonía
- Elfonía (2003)
- This Sonic Landscape (2005)

### Stream of Passion
- Embrace the Storm (2005)
- Live in the Real World (2006)
- The Flame Within (2009)[6]
- Darker Days (2011)
- A War of Our Own (2014)
- Beautiful Warrior (EP, 2023)

### Mayan
- Dhyana (2018)

### Dark Horse | White Horse
- Dark Horse | White Horse (EP, 2021)

### Como artista invitada

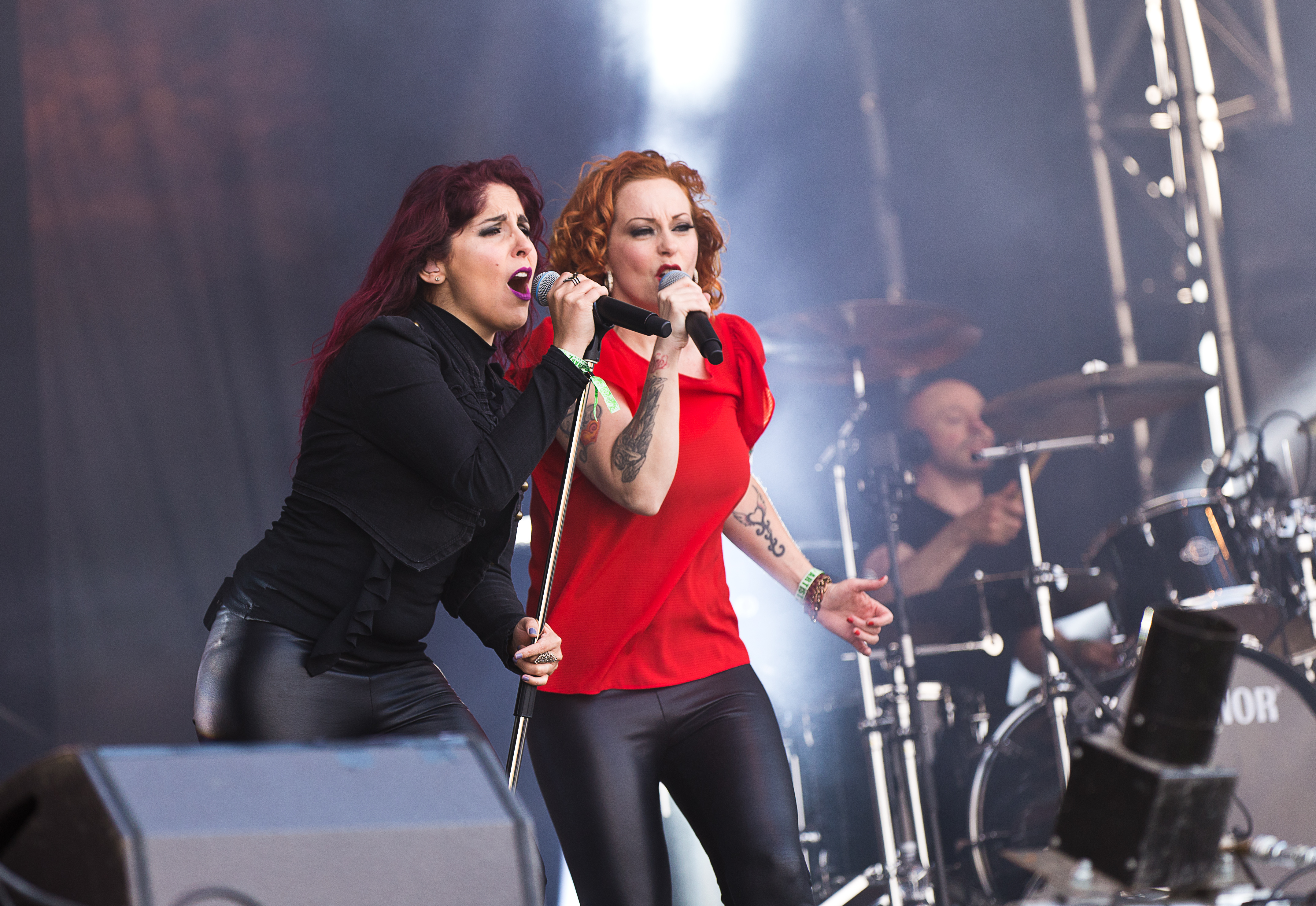
Bovio junto a Anneke van Giersbergen el 2015

- Íon – Madre, protégenos (2006) – spoken word y coros en "Believe"
- Beto Vázquez Infinity – Darkmind (2008) – voces en "The tunnel of souls (versión en español)"
- David Adrián – "The Soundtrack Without Film" (2008) – voces en "Eternal Dominions"
- The Gathering – The West Pole (2009) – voces en "Pale Traces"
- The Gathering – City from Above (EP, 2009) – voces y letras en "Miniature" y "Pale Traces"
- The Synthetic Dream Foundation – Mechanical Serpent (2010) – voces en "Glittered Ripples From The Depths"
- To-Mera – Exile (2012) – violín en "The Illusionist"
- ReVamp – Wild Card (2013) – coros
- Subsignal – Paraíso (2013) – voces en "The Blueprint of a Winter"
- MaYan – Antagonise (2014) – voces en "Bloodline Forfeit", "Devil in Disguise", y "Human Sacrifice"
- Epica – The Quantum Enigma (2014) – segunda voz
- Maiden uniteD – Remembrance (2015) – segunda voz en "Aces High", violín en "Still Life '15"
- Delirium Cordia – Litost (2015) – voces en "Getting No Relief"
- Kid Harlequin – Itch (2016) – voces en " Hounds"
- Epica – The Holographic Principle (2016) – segunda voz
- Epica – The Solace System (EP, 2017) – segunda voz
- Off the Cross – Era (EP, 2018) – segunda voz en "The Goddess"
- Epica – Omega (2021) – segunda voz
- Mortemia – The Pandemic Pandemonium Sessions (2021) – voces en "Death Turns A Blind Eye"
- Star One – Revel in Time (2022) — voces en "Fate of Man (alternate version)" y "Hand on the Clock (versión alternativa)", segunda voz